# Stazione di Ravenna
Stazione di Ravenna vasútállomás Olaszországban, Ravenna településen.

## Vasútvonalak
Az állomást az alábbi vasútvonalak érintik:
- Castelbolognese–Ravenna-vasútvonal
- Ferrara–Rimini-vasútvonal
- Faenza–Ravenna-vasútvonal

## Kapcsolódó állomások
A vasútállomáshoz az alábbi állomások vannak a legközelebb:
- Stazione di Classe (Stazione di Rimini, Ferrara–Rimini-vasútvonal)
- Stazione di Mezzano (Stazione di Ferrara, Ferrara–Rimini-vasútvonal)
- Stazione di Godo (Stazione di Castelbolognese-Riolo Terme, Castelbolognese–Ravenna-vasútvonal)